# Briesensee
Briesensee è una frazione del comune tedesco di Neu Zauche.

## Storia
Il comune di Briesensee venne aggregato nel 2003 al comune di Neu Zauche.